# 이호산
이호산(1980년 11월 2일~)은 대한민국의 성우이다. 2006년 봄 온미디어(투니버스) 6기 공채 성우로 데뷔하였다. 배우자는 투니버스 7기 성우 김영은이다.

## 내력
- 정보통신과를 나왔다. 대학시절 아마추어 성우 활동을 경험한 적이 있다.[1]
- 키 173cm에 혈액형은 O형이다.
- 성우 유닛 '동네오빠'의 한 멤버로, 다이어트를 하여 12kg 감량했다고 한다.
- 2006년 4월 입사하여 2008년 전속 기간을 마치고 2009년에 프리랜서가 되었다.
- 본관은 양성 이씨이다.

## 출연 작품
굵은 글씨는 메인 캐릭터.

### 애니메이션
- 괴도 조커 (카툰네트워크) - 실버 하트 / DJ 피콕
- 극장판 귀멸의 칼날: 무한열차편 - 하시비라 이노스케
- 킹라이온 볼트론 포스 (챔프TV)
- 캐릭캐릭 체인지 (투니버스) - 토마
- 캐릭캐릭 체인지 두근두근 - 토마
- 캐릭캐릭 체인지 파티 - 토마
- 은혼 (투니버스) - 파브 황자
- 결계사 (투니버스) - 시시오 겐
- 조조조 좀비군(조조좀비) (투니버스) - 찔찔이좀비
- 일지매 (SBS) - 찡고
- 썬더일레븐 (재능TV) - 염성화 / 손현민 (그란)/ 음침한
- 극장판 썬더일레븐 GO VS 골판지 전사 W - 염성화 / 송현민
- 가정교사 히트맨 리본 (투니버스) - 료
- 원피스 (투니버스) - 카쿠 / 오이모
- 너에게 닿기를 (투니버스) - 사나다 류
- 나루토 질풍전 (투니버스) - 소라 / 스이게츠
- 닌자보이 란타로 (투니버스) - 하나부사 / 세이하치 / 라이조 / 하치야 / 시오에몬 / 젤포이 / 마기리
- 닌자보이 란타로 (재능TV) - 하나부사 / 세이하치 / 노세 / 리키치 / 치바나 / 헤무헤무 / 왕거미호 / 아야베 / 샤도그린 / 타카마
- 짱구는 못말려 (투니버스) - 오수
  - 극장판 짱구는 못말려: 아뵤! 쿵후보이즈 ~라면 대란~ - 오수, 투기꾼
- 우주인 타로 (투니버스) - 라면가게 주인
- 꼬마 마법사 레미 비밀편 (투니버스) - 지용 아빠
- 신비한 별의 쌍둥이 공주 (투니버스) - 아론
- 신비한 별의 쌍둥이 공주 꼬옥! (투니버스) - 벤죠 / 파스텔
- 슈가슈가룬 (투니버스) - 죠
- 세토의 신부 (투니버스) - 검사장
- 엠마 (투니버스) - 로버트
- 블리치(투니버스) - 케이고 / 츠바키 / 이에무라 / 노바 / 사사키베 쵸지로
- 배틀짱 (투니버스) - 클레이맨
- 로젠메이든 (퀴니) - 킁킁 탐정
- 로젠메이든 트로이멘트 (퀴니) - 킁킁 탐정
- 엘르멘탈 제라드 (퀴니) - 공적 1 / 건달 1
- 개구리 중사 케로로 (투니버스) - 유키키, 카게게
- 베베데빌 (투니버스)
- 달려라 이다텐 (투니버스) - 타이거
- 떴다! 럭키맨 (투니버스) - 로보로보 / 럭키멍멍 / 파워맨 / 고속비행맨 / 심판맨 / 폭탄맨 / 대식맨
- 쟈니테스트 (투니버스) - 불량 보이 (유진) / 장군
- 요괴인간 타요마 5기 (투니버스) - 붉은쟁반 외 다수
- 롤링스타즈 (KBS) - 루팡
- 따끈따끈 베이커리 (투니버스) - 말
- 메탈파이트 베이블레이드 (투니버스) - 독고충 / 웰즈
- 슈팅 바쿠간 (투니버스) - 바론
- 스킵비트 (애니맥스) - 야시로
- 크게 휘두르며 (애니맥스) - 사쿠라 / 타키이
- 지미 투 슈즈 (카툰네8트워크) - 비지
- 안녕 자두야 (SBS, 투니버스) - 둘째 민지오빠
- 도모군 (투니버스) - 곰둥이
- 이상한 바다의 플랩잭 (카툰네트워크) - 프랭크 / 마이크
- 드래곤볼GT (투니버스) - 우부
- 와라! 편의점 (투니버스) - 오토바이 주인
- 위험 최강 단거 할아버지 (투니버스) - 효과음 1
- 조이드 와일드 (대원방송) - 드레이크
- 무인행성 서바이브 (투니버스) - 카올
- 닌자펭귄 땡글이 (투니버스) - 진도구
- 무적 철가방 (투니버스)
- 듀얼 레전드 제로 (재능TV) - 쥬디
- 레고 닌자고 (투니버스) - 슬리타, 스케일스, 에드, 아저씨, 대럿, 크립터, 클라우즈, 투명인간, 주구, 경비원, 레이스, 펜윅, 페이드, 클랜시
- 어떤 과학의 초전자포 (애니맥스) - 다이고
- 극장판 메이저 우정의 강속구 (투니버스) - 신시도
- 트리니티 블러드 (투니버스) - 매드 사이언티스트 / 찬다르르
- 명탐정 코난 (투니버스, 애니맥스) - 서기웅, 송정민, 김철민, 심민재
- 레터비 (투니버스) - 코피로프
- 여기는 공원 앞 파출소 (투니버스) - 폭주족
- 쾌걸 조로리 (투니버스) - 오식 / 남자 3 / 운쟈로게 / 남자 2 / 까까머리 / 팽귄 1 / 문어팔 / 고리마 / 남자 1 / 경찰 2 / 경찰 / 가게주인 / 괴물 2 / 하이퍼 까까머리 / 선수 1 / 토끼 왕자 / 청귀 2 / 사회자 / 귀신 2 / 괴물 / 청소기2 외 각종 단역
- 쾌걸 조로리 극장판 : 의문의 보물 대작전 - 냥냥
- 쾌걸 조로리 2 (투니버스) - 괴물 / 대원 4 / 남자 1 / 콜룸 / 먀릭 / 경비원 /교장선생 / 거북이 / 사회자 / 염소촌장 / 물고기 1 / 남자 2 / 부카라바카라 / 조련사 / 부엉이 / 고리마 / 경비원1 / 토포루 / 요원 3 / 브리오 외 각종 단역
- 꿈의 크레용 왕국 (투니버스) - 스컹크 1 / 스컹크 4
- 츠바사 크로니클 (투니버스) - 소라타
- 음양대전기 (투니버스) - 투신사 1 / 아취의 반나이 / 곤바치 / 요괴 5 / 투신사 2 / 번무의 닌쿠로 / 추수의 에레키테루 / 까마귀 / 카이타츠 / 요괴 1 / 투신사 5 / 나마즈보 / 남자 3 / 요괴 2 / 요괴 3 / 불량학생 1 / 투신사 3 / 투신사 4 / 뱀 / 쿠지 / 식신 2 외 각종 단역
- 뷰티풀 조 (투니버스) - 조커
- 록맨 에그제 스트림 (투니버스) - 전철 기관사
- 사무라이 참프루 (투니버스) - 무사 3 / 단속반 1 / 남자 3 / 인력꾼 1 / 건달 1 / 쇼노스케 / 점원 1 / 승병 1 / 마을남자 4 / 부하 4 / 겐 / 관리무사 5 / 부하 3 / 부하 5 / 부하 2 / 포졸 3 / 야쿠자 1 / 우파 / 심판 / 대감 부하
- 오란고교 사교클럽 (투니버스) - 남학생
- 메르헤븐 (투니버스) - 마왕
- 닥터 슬럼프 극장판 - 응짜! 사랑을 담아, 펭귄마을 올림 (카툰네트워크) - 시준장
- 말짱 꽝돌이 (투니버스) - 오묘한
- 건방진 천사 (퀴니)
- 육가네 6쌍둥이 (카툰네트워크) - 미스터 빅 / 레레레
- 토리코 (카툰네트워크) - 요하네스
- 엘리엇 키드 (투니버스) - 제러미
- 스켓 댄스 (투니버스) - 서희찬(스위치)
- 마루코는 아홉살 (투니버스) - 미야 남편, 구리 아빠
- 미소의 세상 스페셜 (투니버스)
- 닌자 거북이2012 (니켈로디언) - 스네이크
- 럭키프레드 (투니버스) - 프레드
- 크로스파이트 비드맨 (투니버스) - 레오 / 진행 / 베어
- 나루토 SD - 록 리의 청춘 닌자전 (투니버스) - 해설
- 미래전사 씨어 (투니버스) - 엘리슨 / 가그
- 웨딩피치 (투니버스) - 제이크
- 키마의 전설 (카툰네트워크) - 크러그
- 폭풍우 치는 밤에 Secret Friends (애니맥스) - 가브
- 카레이도 스타 OVA 불사조의 전설 (투니버스) - 남자 1
- 스타워즈 - 요다의 비밀이야기 (투니버스) - 린도
- 헌터X헌터 리메이크 (애니맥스) - 서브 / 바라
- 터보 (MOVIE)
- 아스타를 향해 차구차구 (KBS) - 쏘니, 라모스
- 놓지마 정신줄 (KBS) - 메리
- 지파이터스 (EBS) - 필 / 로
- 포켓몬스터 XY (투니버스) - 콘콤부르
- 파페포포 (SBS) - 쿠키 / 제우스
- 파파독 (KBS) - 깜찍이 / 담임 선생님
- 육가네 6쌍둥이 - 미스터 빅 / 레레레
  - 오소마츠 6쌍둥이 (애니박스) - 마츠노 쵸로마츠
- 완다가 간다 (디즈니 채널) - 가면 쓴 도미네이터
- 신비아파트: 고스트볼의 비밀 (투니버스) - 김동진
- 신비아파트 고스트볼 더블X: 6개의 예언 (투니버스) - 샌드맨
- 신비아파트 고스트볼Z (투니버스) - 잭오랜턴 / 잭, 번개 샌드맨, 바람 잭오랜턴
- 터닝메카드 (KBS) - 그리폰
- 터닝메카드 W (KBS) - 강집사, 그리폰, 다이크
- 터닝메카드 W: 반다인의 비밀 (투니버스) - 강집사, 그리폰, 다이크
- 터닝메카드 W 미정 (KBS) - 강집사, 그리폰, 다이크
- 파워캐치 완다 - 주마노
- 안녕 보노보노 (투니버스) - 너부리
- 몬카트 (EBS) - 첸 센트럴
- 드래곤 에그 (KBS) - 레이븐
- 벅스봇 이그니션 (투니버스) - 푸르키르
- 최강! 탑플레이트 (SBS) - 차가온
- 헬로 카봇 유니버스 (SBS) - 그리폰
- 쿵푸팬더 2
- 드래곤 길들이기
- 노미오와 줄리엣
- 썬더일레븐 극장판 - 염성화
- 썸머워즈 - 쇼타
- 파닥파닥 (KBS) - 농어 / 아나고(붕장어)
- 명탐정 코난: 은빛 날개의 마술사 - 민태영
- 마이펫의 이중생활 - 스노우볼(토끼)
- 마이펫의 이중생활 2 - 스노우볼(토끼)
- 극장판 요괴워치: 탄생의 비밀이다냥! - 용사가면, 얼짱견
- 극장판 요괴워치: 염라대왕과 5개의 이야기다냥! - 아수라
- 극장판 요괴워치: 섀도우 사이드 도깨비 왕의 부활 - 아수라
- 극장판 요괴워치: FOREVER FRIENDS - 아수라
- 플래닛51 - 스키프
- 홈 - 카일
- 장난감이 살아있다 - 루닌
- 레오나르도 다 빈치 - 치아코
- 주먹왕 랄프 2: 인터넷 속으로
- 루카 - 에르콜레 비스콘티
- 히어로스쿨Z - 남
- 미스터 로봇 - 강민

### 영화
- 디 워 - 크리스
- 해리포터와 불사조 기사단 - 두들리
- 앤트맨 - 루이스(마이클 페냐)
- 톨 걸 - 리치, 슈니퍼
- 앤트맨과 와스프 - 루이스(마이클 페냐)
- 스머프 3D - 농부
- 삼국지 극장판 (CHING) - 원희
- 스머프: 비밀의 숲
- 알라딘 - 간수(사이카트 아메드)
- 블랙 팬서 - 티찰라/블랙 팬서(채드윅 보즈먼)
- 캡틴 아메리카: 시빌 워 - 티찰라/블랙 팬서(채드윅 보즈먼)
- 어벤져스: 인피니티 워 - 티찰라/블랙 팬서(채드윅 보즈먼)
- 어벤져스: 엔드게임 - 티찰라/블랙 팬서(채드윅 보즈먼)

### 외화
- 죽어도 예쁜 걸 (투니버스) - 조나단 (블레이크 데이비스)
- 33분 탐정 (투니버스) - 로쿠로 (도모토 츠요시)
- 가면라이더 파이즈 (투니버스) - 왕
- 명탐정 코난 드라마스페셜 - 남도일의 부활 (투니버스) - 박상일
- 명탐정 코난 드라마스페셜 - 남도일에게 보내는 도전장 (투니버스) - 부진호
- 자이언트 세이버 (투니버스) - 불만 남자, 영/ 얼스 스파
- 가면라이더 이그제이드 (대원방송) - 한시완/스나이프
- 미라클 멜로디 (투니버스) - 마이클, 판다 아저씨
- 파워레인저 루팡포스 VS 패트롤포스 - 임노을(루팡 X,패트롤 X)
- 아바타 - 파커 셀프리지(지오바니 리비시)

### 드라마 CD
- first kiss last love(ACO) - 현윤재 役
- 나는 그 사람을 사랑했다 (ACO) - 창수 役
- 워킹뷰티(ACO) - 오리 役
- the jara. 16(야해)
- 궁 (야해) - 정내관(정은우) 役
- Another Lost (보이스북) - 서이준( B Fair)役

### 내레이션
- 온스테이지
- 스타스타 777
- 온게임넷 두더지
- 에이스 온라인
- 반지원정기
- 서든어택 레이디스 클랜 챔피언십
- 박철쇼 우리들의 행복한 성
- 스타브레인
- 명사 초대석
- MBC ESPN 핫코너
- 티아라의 꽃미남들(SBS E!)

### 방송
- 막이래쇼 (투니버스)
- 켠김에 왕까지 (온게임넷)

### 게임
- 타르타로스 온라인 - 크로모도 / 스킬 마스터 / 의문의 남자 / 무릎팍 할배 / 나루 / 록펠러 / 올랜드
- 마그나카르타2 - 휴아렌 자스
- 스타 프로젝트 온라인 - 유 원영
- 마비노기 영웅전 - 리시타(캐릭터), 마렉(NPC)
- 엘소드 - 글레이브(NPC),벤투스(마스터) 제로(로제펫)
- 말과 나의 이야기, 앨리샤 - 두 번째 기수
- 록맨 온라인 - 록맨 엑스
- 메이플스토리 - 나인하트, 호크아이, 은월, 불량배
- 메이플스토리2 - 설눈이, 설봉이
- 테일즈런너 - 아벨
- 웬디의 네버랜드 - 레이몬드
- 디아블로3
- 사이퍼즈 - 포효의 브루스,통찰의 마틴
- 짱구는 못말려 (닌텐도)
- 루니아 Z - 가온
- 언라이트 - 에바리스트
- 블리츠2 - 특등 사수
- 던전스트라이커 - 열혈 남자 캐릭터, 해적 NPC
- 카오스 온라인 - 나즈 , 아그니 형제
- 크레이지아케이드 - 다오 변신 후 (프로모션 영상에서 등장)
- 구운몽 - 월
- 하얀고양이프로젝트 - 라온
- 바투
- 오버워치 - 루시우
- 수상한 메신저 - V
- 러브앤프로듀서- 허묵

### 광고
- GS 칼텍스 문근영 편
- 하이카 다이렉트
- 아디다스 제라드 편
- 페덱스 좀비편

### 이벤트
- Sweet time Sweet voice(STSV)